# زیاد بن لبید انصاری
زیاد بن لبید انصاری از انصار  و  کارگزار سرزمین حضرموت در اواخر عمر محمد پیامبر اسلام بود. وی در زمان خلافت ابوبکر نیز در این مقام باقی‌مانده بود.